# Karriereberater
Ein Karriereberater (bis 2012 Wehrdienstberater, WehrDstBer) ist in der deutschen Bundeswehr ein Ansprechpartner für Ungediente und Wiedereinsteller bei Fragen zum Wehrdienst und zur Karriere in der Bundeswehr im militärischen und zivilen Bereich.

## Aufgabenbereich
Karriereberater sind Ansprechpartner für erste Informationen, Beratung und Bewerbung in den Streitkräften bis zum Zeitpunkt des Dienstantritts. Ihre Aufgabe ist es auch, in Schulen und Bildungseinrichtungen sowie vor Multiplikatoren aus Politik und Wirtschaft Vorträge zum Wehrdienst und zu den Laufbahnen und Karrieremöglichkeiten der Bundeswehr zu halten.
Karriereberater haben keinen weisungstechnischen Einfluss auf die Verwendung. Sie können lediglich beraten, bis hin zur Rechtsberatung bei Widersprüchen. Des Weiteren stellten sie die verschiedenen Einstellungsvoraussetzungen dar, denen gewisse Kriterien wie Sportlichkeit, geistige und charakterliche Eignung entsprechen. Diese wurden für Mannschaften und Unteroffiziere an einem der acht Karrierecenter der Bundeswehr (KarrC Bw) mit Assessment (AC), für Offizierbewerber zentral am Assessmentcenter für Führungskräfte der Bundeswehr in der Gereon-Kaserne in Köln (ehemals Offizierbewerberprüfzentrale, OPZ), getestet.
Während Karriereberater für den Dienst in der Bundeswehr unter anderen durch Vortragstätigkeiten werben, vermitteln Jugendoffiziere Wissen über die Sicherheits- und Verteidigungspolitik Deutschlands. Karriereberatung gehört nicht zu ihren Aufgaben.

## Erreichbarkeit

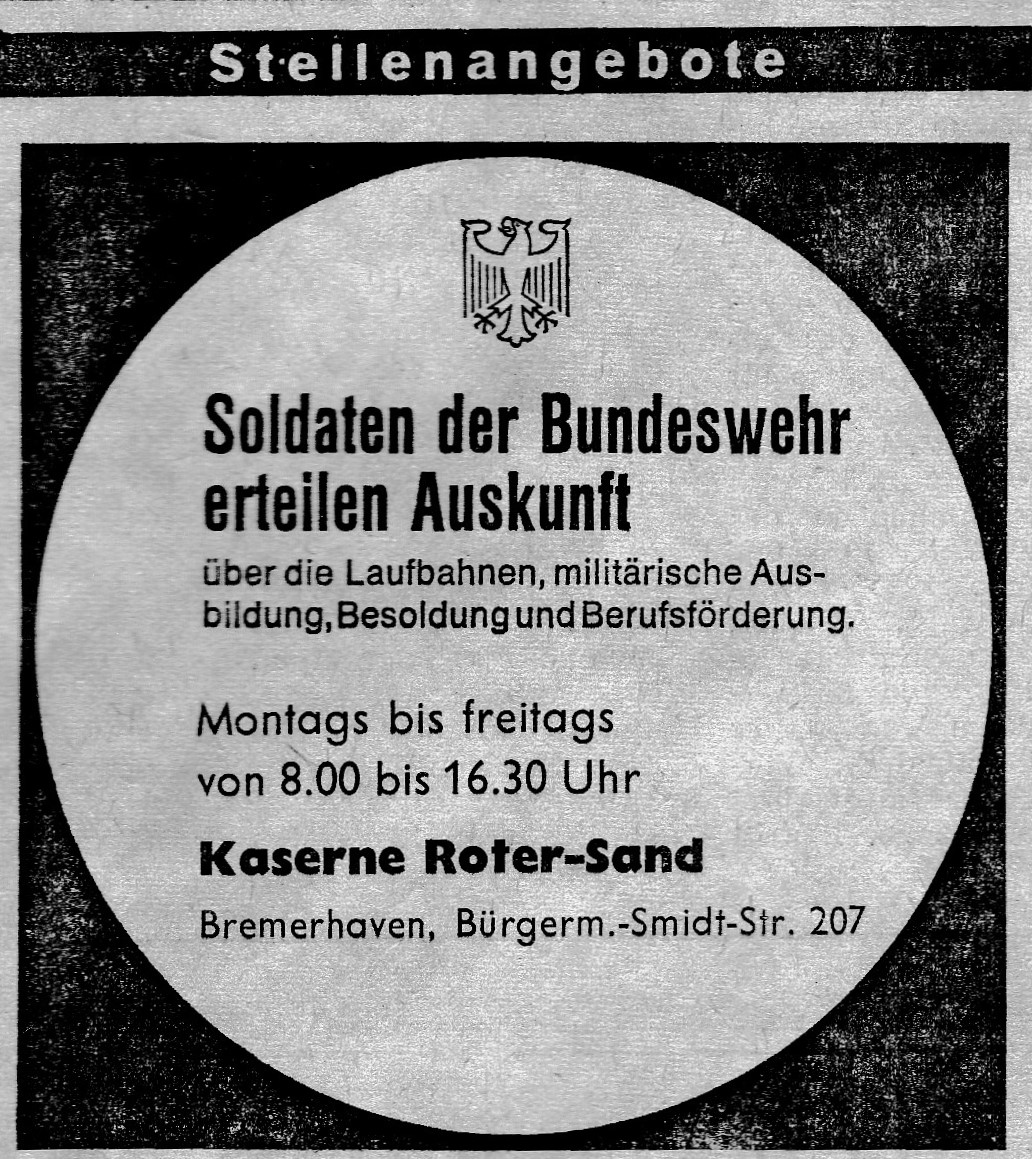
Nordsee-Zeitung (1969)

Karriereberater sind zukünftig angesiedelt in fünf großen Karrierecentern der Bundeswehr mit Assessment, drei regional nachgeordneten Karrierecentern mit Assessment, 13 weiteren Karrierecentern ohne Assessment (ebenfalls regional nachgeordnet). Die derzeit 110 Karriereberatungsbüros (KarrBB) und 86 Standortteams des Berufsförderungsdienstes (BFD) sollen in der neuen Struktur der Personalgewinnungsorganisation der Bundeswehr in 113 Beratungsbüros zusammengefasst werden. Die Karriereberatungsbüros befinden sich aktuell teilweise in angemieteten Büros der Agenturen für Arbeit. Die ehemaligen Wehrdienstberater saßen überwiegend in den Kreiswehrersatzämtern.

## Verwendung als Karriereberater
Ein Karriereberatungsbüro hat je nach Einzugsgebiet unterschiedlich viele Karriereberater. Dies sind im Allgemeinen ein Offizier und zwei bis vier Unteroffiziere mit Portepee, aber auch zivile Karriereberater. Neben Kenntnissen über die Verwendungen in der Bundeswehr und den Dienstalltag sollen sie pädagogisches Geschick besitzen („erklären und begeistern können“) und gleichzeitig Bewerber realistisch einschätzen können, um aussichtslose Bewerbungen oder Fehleinplanungen zu vermeiden.